# Copacul Vieții, Bahrain

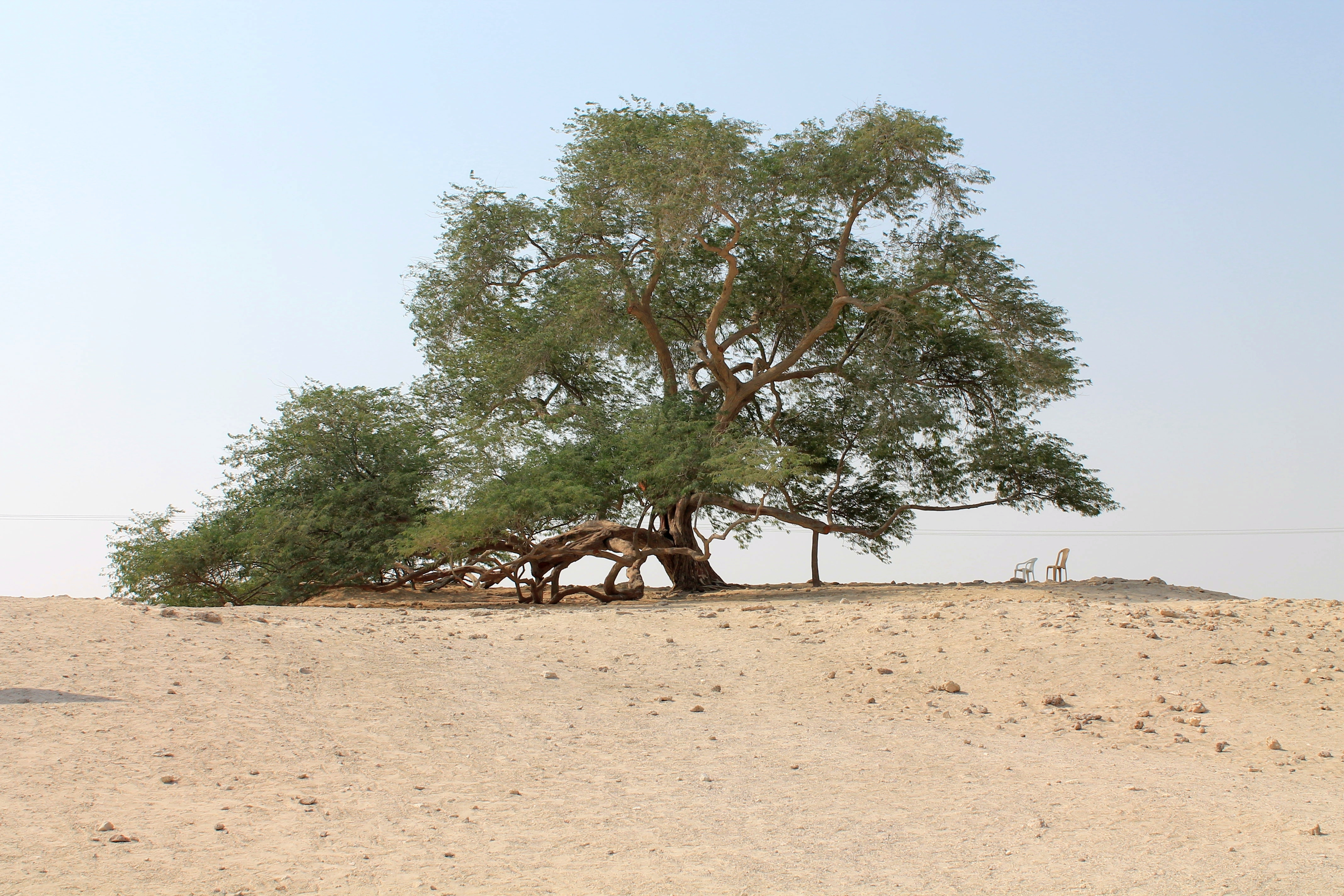
Copacul Vieții

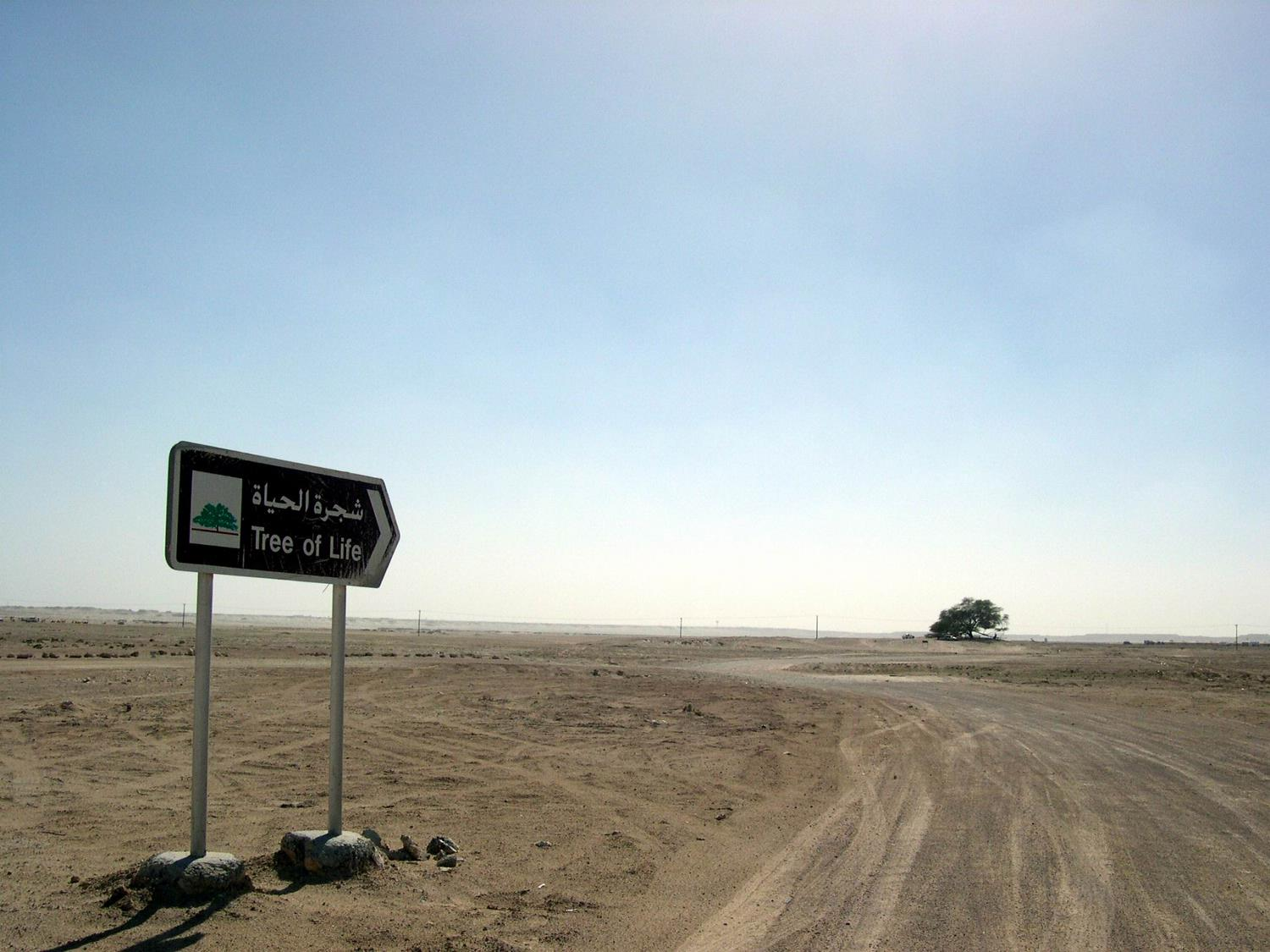
Drum de pământ care duce spre Copacul Vieții

Copacul Vieții (în arabă: شجرة الحياة  Shajarat-al-Hayat), din Bahrain, are o vârstă de aproximativ 400 de ani și o înălțime de 9.75 m. Copacul are denumirea latinească Prosopis cineraria și se află la 2 km de Jebel Dukhan. Copacul se află pe un tell (o colină artificială de nisip), înalt de 7.6 m, formată în jurul unei fortărețe vechi de 500 de ani.
Copacii și arbuștii de genul Prosopis sunt extrem de bine adaptați la mediul arid, având cele mai adânci sisteme de rădăcini.

## Atracție turistică
Copacul reprezintă o atracție turistică locală, datorită faptului ca este singurul arbore care crește în acea zonă. Arborele este vizitat anual de 50.000 de turiști. Din această cauză, acesta a fost vandalizat. Se crede că locul din jurul copacului este folosit de diferite culte pentru practicarea ritualurilor antice. Începând cu octombrie 2010, arheologii au dezgropat diferite obiecte ceramice și alte artefacte în vecinătatea copacului, unele aparținând civilizației Dilmun.